# Simon Endre
Simon Endre (Székes, 1936. október 19. – Budapest, 2022. június 7.) erdélyi magyar festő, grafikus, Simon Zsolt (1963) apja.

## Életpályája
A kolozsvári Ion Andreescu Képzőművészeti Főiskola festészeti szakán szerzett oklevelet 1960-ban. Petre Abrudan, Teodor Harşia, Miklóssy Gábor és Petre Feier voltak a mesterei. 1960–67, valamint 1972–86 között a Marosvásárhelyi Képtár muzeológusa, 1986–90 között az Új Élet grafikai szerkesztője. 1997-től a Barabás Miklós Céh alelnöke volt; 2002-ben áttelepedett Magyarországra, Budapestre.
Látogatta a művésztelepeket, 1973-ban az árkosi, 1974-91 között a szárhegyi, 1991-ben a marcali és hajdúsági, 1992-ben a hortobágyi művésztelepen dolgozott. Festményei tájképek, portrék, csendéletek és egyre elvontabbá váló kompozíciós művek. Mint grafikus készített plakátokat, reklámgrafikákat és illusztrációkat. A Marosvásárhelyi Képtár munkatársaként Bordi Andrással és Sükösd Ferenccel együtt számos kiállítást szervezett és katalógust szerkesztett. Egyéni kiállításai voltak Marosvásárhelyen, Csíkszeredában, Budapesten. Egyik legutóbbi kiállítása 2006-07-ben volt a debreceni Déri Múzeumban Gaál Andrással.
Nagy Imre Följegyzések c. önéletrajzi kötete (Bukarest, 1979) számára összeállította a művésznek a Marosvásárhelyi Képtárban őrzött képei és grafikái jegyzékét. Előszavával jelent meg Fények és árnyak címmel a marosvásárhelyi Kultúrpalota nevezetes képtári gyűjteményének katalógusa (Budapest, 2002).